# بروس جارسحوو
بروس جارسحوو (بالإنجليزية: Bruce Jarchow)‏ هو ممثل أمريكي، ولد في 19 مايو 1948 بإيفانستون في الولايات المتحدة.

## وصلات خارجية
- بروس جارسحوو على موقع IMDb (الإنجليزية)
- بروس جارسحوو على موقع ألو سيني (الفرنسية)
- بروس جارسحوو على موقع أول موفي (الإنجليزية)
- بروس جارسحوو على موقع قاعدة بيانات الأفلام السويدية (السويدية)
- بروس جارسحوو على موقع ديسكوغز (الإنجليزية)
- بروس جارسحوو على موقع قاعدة بيانات الفيلم (الإنجليزية)
- بروس جارسحوو على موقع كينوبويسك (الروسية)